# Retablo mayor de la iglesia del Salvador (Casas Bajas)
El retablo mayor de la iglesia del Salvador se halla en la Iglesia parroquial de Casas Bajas, provincia de Valencia (Comunidad Valenciana, España).
El nuevo retablo se colocó en 2007, en sustitución de otro anterior que había de pincel, obra de Salomón (1976).

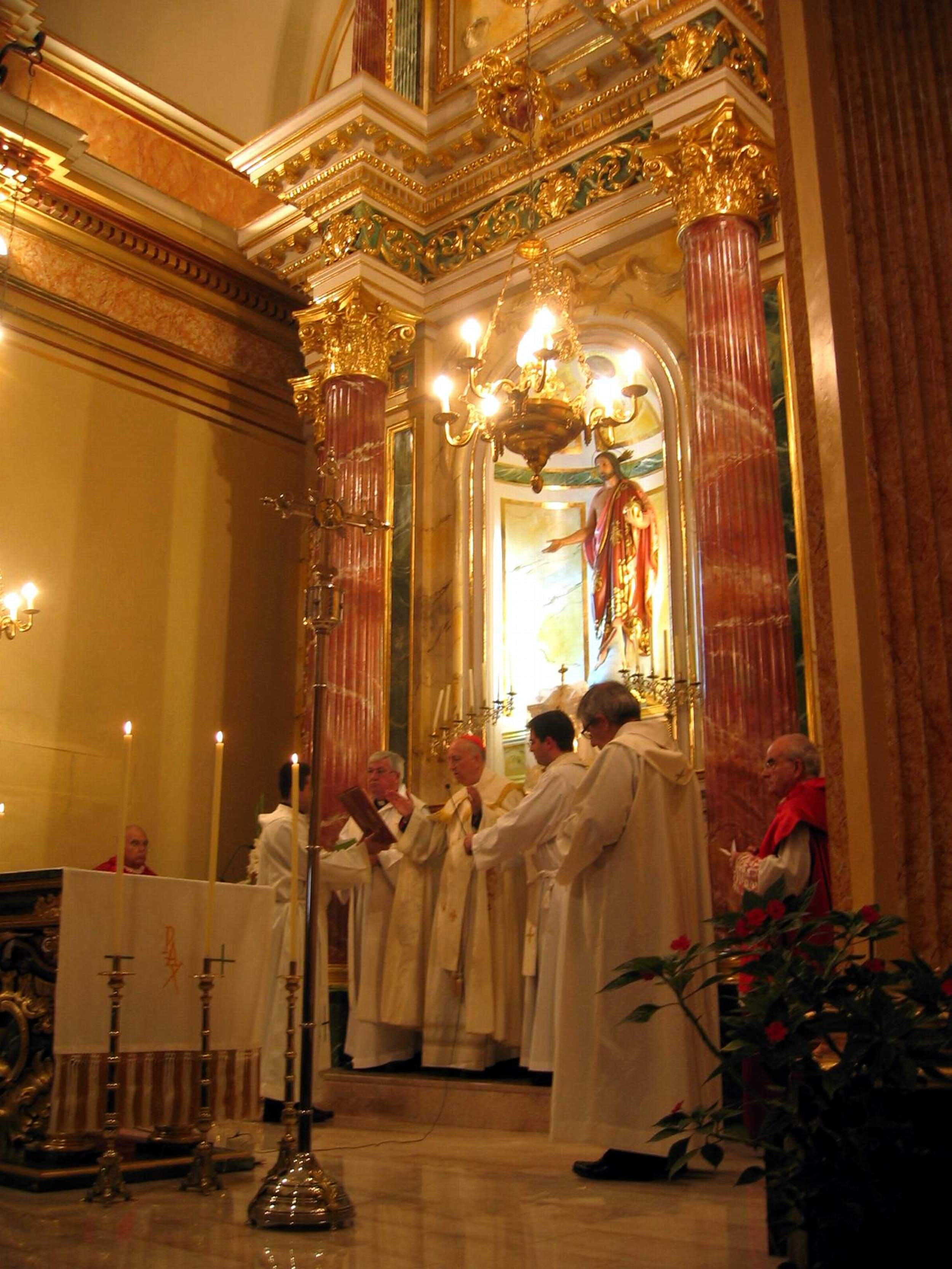
Detalle del ritual de bendición del nuevo retablo mayor de la parroquial del Salvador (Casas Bajas, Valencia), oficia el arzobispo de Valencia, cardenal Agustín García-Gasco (2008).

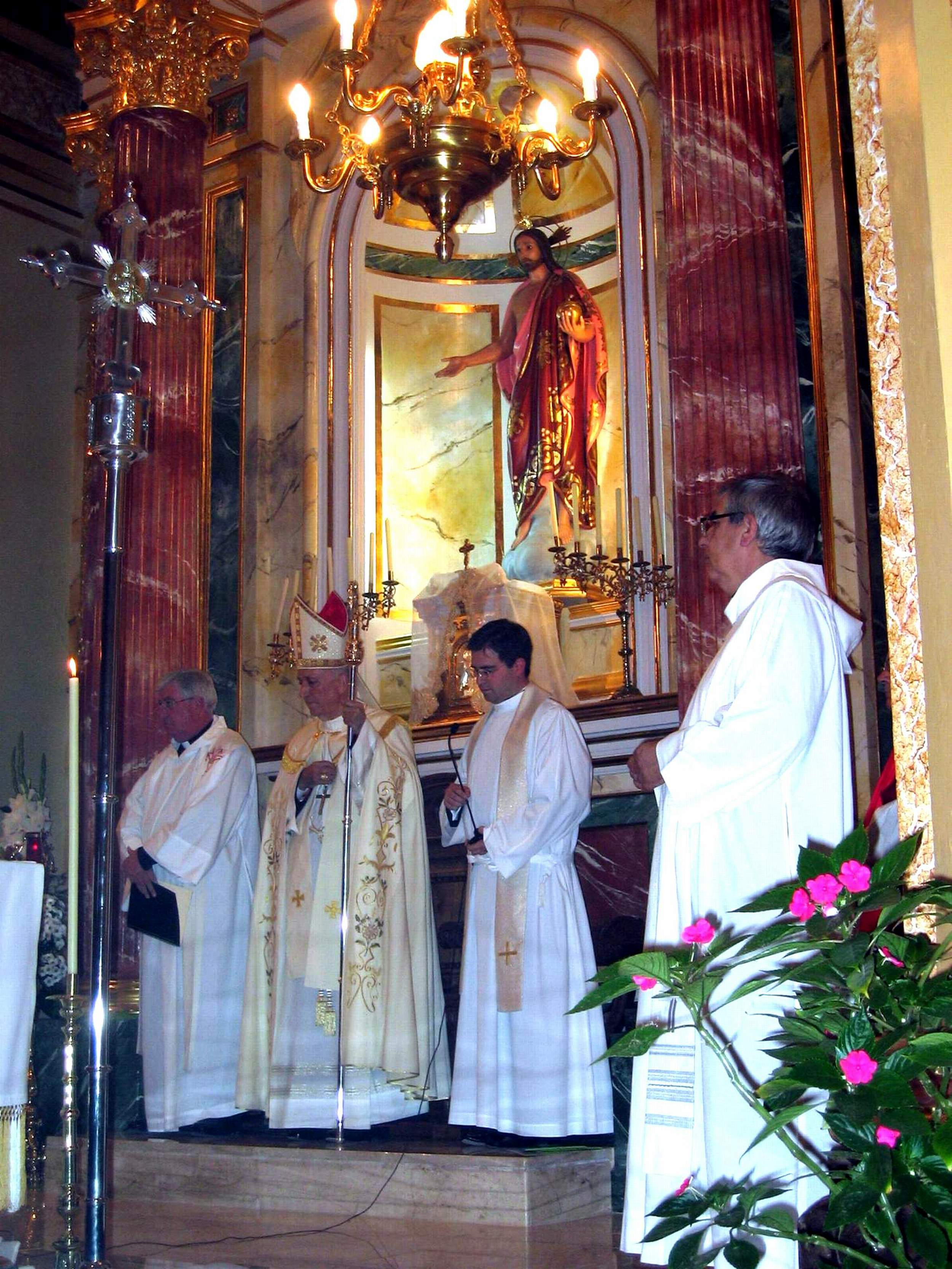
Detalle del ritual de bendición del nuevo retablo mayor de la parroquial del Salvador (Casas Bajas, Valencia), oficia el arzobispo de Valencia, cardenal Agustín García-Gasco (2008).

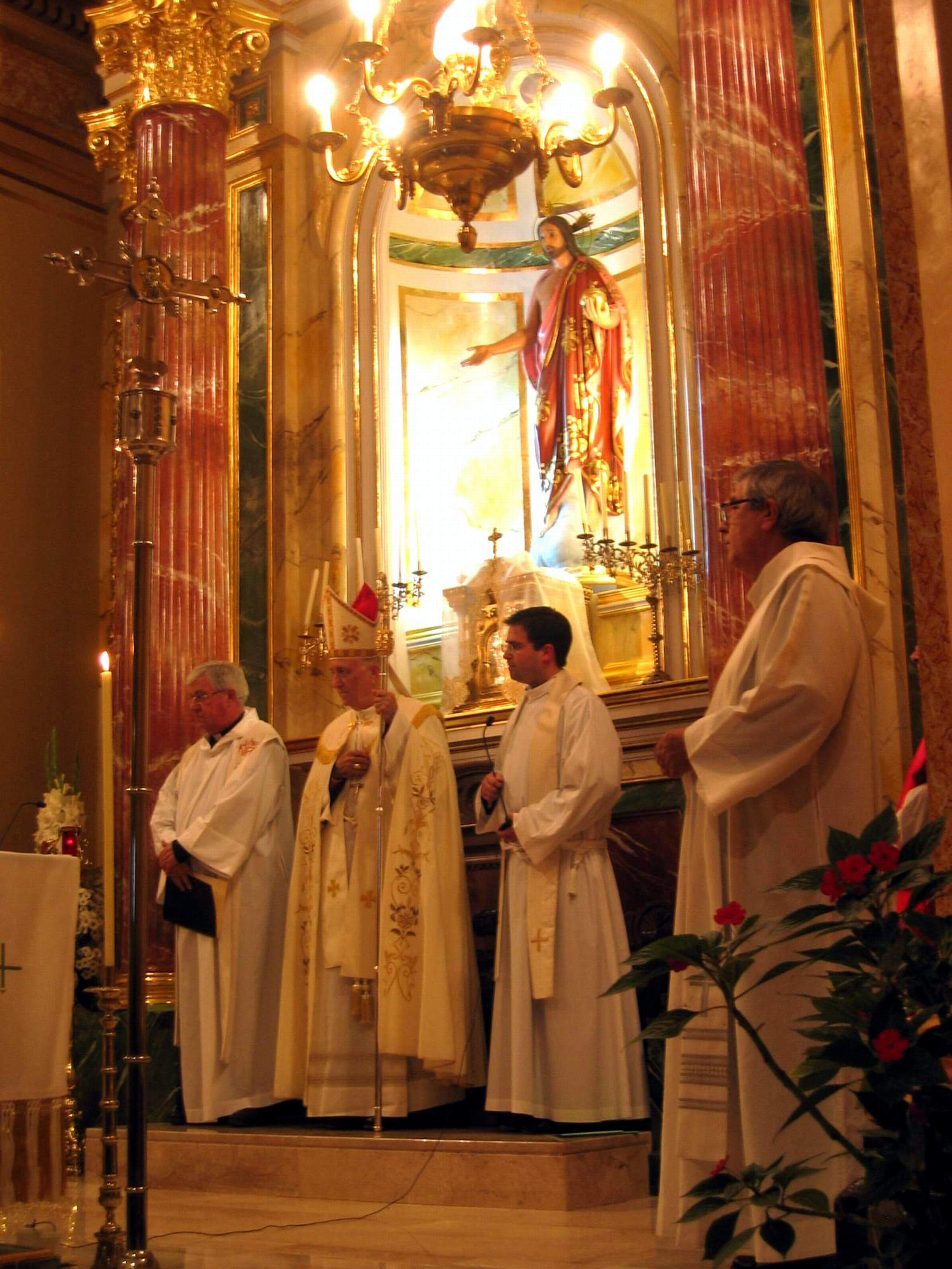
Detalle del ritual de bendición del nuevo retablo mayor de la parroquial del Salvador (Casas Bajas, Valencia), oficia el arzobispo de Valencia, cardenal Agustín García-Gasco (2008).

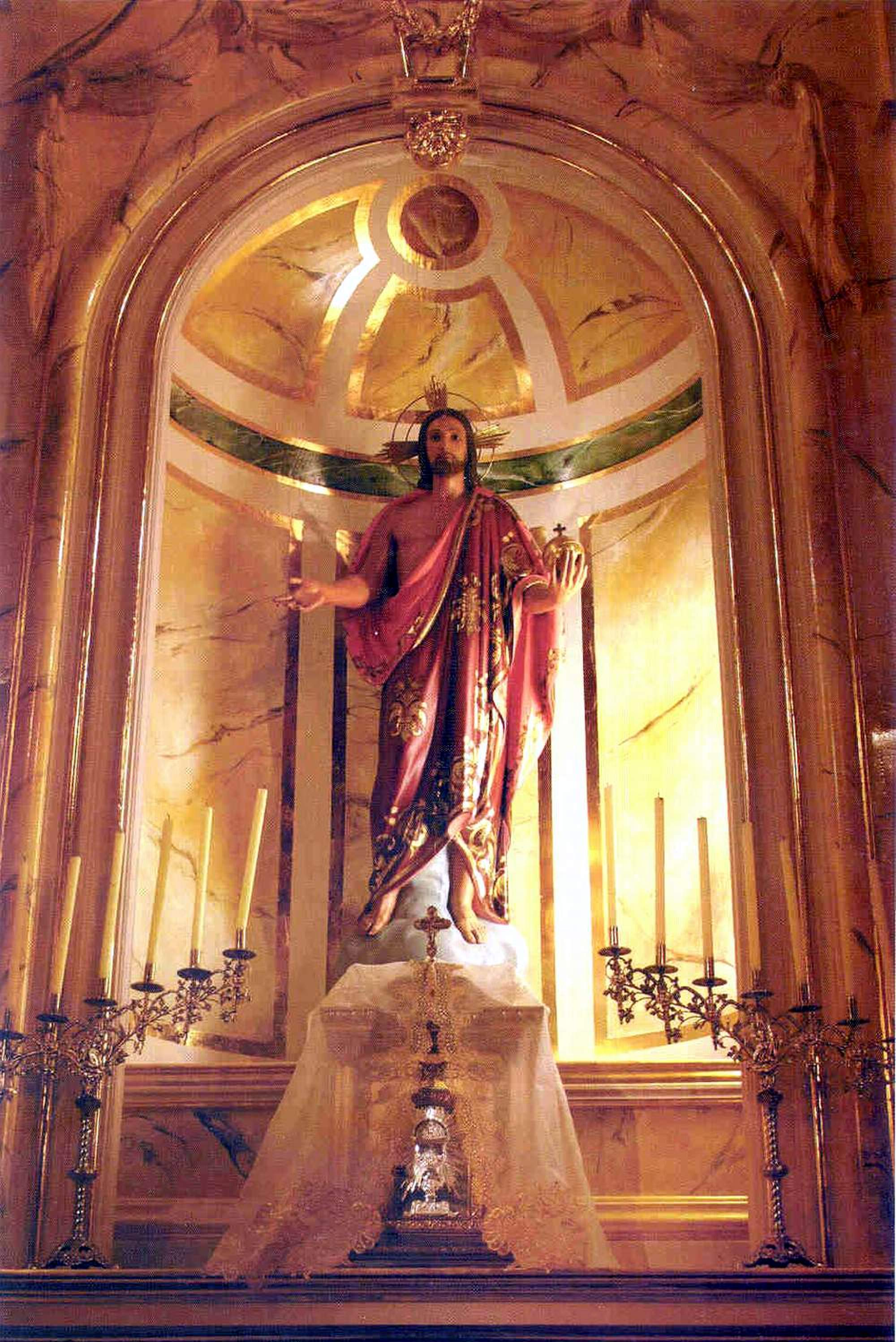
Detalle de la hornacina central del nuevo retablo mayor de la parroquial del Salvador (Casas Bajas, Valencia), durante el acto de bendición (2008).

## Precedentes históricos
El primer retablo conocido de la iglesia de Casas Bajas procedía del Convento de Castielfabib, fue adquirido a los franciscanos por los lugareños mediante limosnas del común (1826-30). La iglesia fue saqueada durante la Revolución Española de 1936, y el retablo destruido, salvándose, no obstante, algunas piezas del mismo.
Tras la Guerra Civil (1936-1939) se intentó componer un nuevo retablo, aprovechando los restos del anterior. Aquella solución no debió gustar, pues el remedo de retablo fue retirado, guardándose, no obstante, los elementos que lo componían. Es su lugar se colocó «una repisa con la imagen del titular en medio del testero del presbiterio, adornado simplemente con una enorme enrayada pintada de purpurina y muchas, muchísimas estrellas plateadas por todo el fondo de la pared».-
Posteriormente, mediado ya el siglo XX hubo otro retablo de proporciones medianas en medio del crucero dedicado a santa Bárbara, colocado a expensas de un matrimonio del lugar emigrado a Venezuela. Tampoco debió ser del gusto de la feligresía, pues fue retirado. Al respecto, Daniel Benito Goerlich, catedrático de Historia del Arte de la Universidad de Valencia y director del Museo del Patriarca del Real Colegio Seminario del Corpus Christi de Valencia comenta que durante una visita al lugar vio aquel retablo: «Despiezado en medio de la iglesia, y supliqué que guardaran, al menos, los dos ángeles mancebos que ahora veo con gran satisfacción acertadamente colocados a la entrada del templo, en actitud de rogatoria de silencio y respeto».-
Sobrepasado el ecuador del siglo, ya en los años setenta (1976), «se ejecutó a pincel un desgraciado mural que no respondía por sus cualidades estéticas al estilo y al valor del edificio, y menos a fomentar la piedad de los fieles». Tan autorizada opinión no justifica, sin embargo, calificar al precedente retablo de pincel, obra de Salomón como «desgraciado mural»; además de ofensivo para el artista, resulta despectivo para los que gustaban de él.

## Historia del nuevo retablo
Ya en el siglo XX, con fecha 1 de julio de 2004, el párroco de la iglesia de Casas Bajas, Pedro San Clemente Serrano, ante el ofrecimiento de unos donantes del lugar, hermanos José y Jesús Blasco Aguilar y de su madre, doña María, «para sufragar el retablo cuyo proyecto y presupuesto» adjunta  escribe al obispo de Valencia solicitando «la autorización correspondiente para poder ejecutar dicha obra». Vista la solicitud presentada y con el informe favorable del Consejo Diocesano de Asuntos Económicos, el arzobispado de Valencia autoriza al párroco para que, «en nombre y representación de dicha parroquia, pueda lleva a cabo las obras de construcción y decoración del Retablo del Altar Mayor del Templo Parroquial, según proyecto presentado» (8 de julio de 2004).
Previos los asesoramientos pertinentes, el 15 de julio de 2004, los donantes encargan la construcción del nuevo retablo Mayor a la firma «Decoraciones Salarich», de Valencia. Tras los trabajos de taller, las piezas del nuevo retablo son trasladadas a Casas Bajas para colocarlas y ensamblarlas en el muro del presbiterio de la iglesia, labor que concluye el viernes 11 de febrero de 2004.

## Descripción
En su recensión artística, el profesor Benito Goerlich, escribe:

«Después de la reciente restauración de la iglesia, se echaba en falta algo tan importante como un gran retablo, principal elemento decorativo junto al altar y punto de referencia de todas las líneas de la iglesia. En efecto, las construcciones de carácter clasicista, como ésta, exigen que el punto focal sea siempre el altar mayor, que debe ser visible dese la mayor parte del templo y hacia el que han de converger todas las líneas del edificio. Cerca del altar y como sede de la imagen del titular, la arquitectura del retablo es tan importante que él solo determina el auténtito carácter de todo el interior y con su presencia dominante marca la percepción y la especialidad de la construcción. El retablo, además, ha de ser un elemento configurado al estilo del templo y de acuerdo con las reglas de orden y proporción de los cánones de este tipo de arquitectura. Por lo dicho, este retablo se ha desarrollado según un proyecto mucho más cuidado y cuidadoso que el del resto del templo, dado el peso que debe tener en la configuración final del conjunto».
El retablo mayor de San Salvador de Casas Bajas (Valencia). Memoria histórico-artística , José Blasco Aguilar

### Tamaño y estilo
Para establecer su tamaño se tuvo en cuenta la cornisa de la nave, lo que determinó la altura de las columnas y la disposición del arquitrabe. En el espacio libre entre la cornisa y la bóveda del presbiterio se instaló el segundo cuerpo del retablo, que cubre todo el testero. Respecto del orden estilístico, se eligió el corintio, el que mejor responde al conjunto del templo, también por razones simbólicas e iconológicas. La imagen del Salvador, de julio de 1960, es obra del imaginero valenciano José Justo Villalba.

### Hornacina
La hornacina central del retablo se adaptó a las medidas de una imagen previa del titular de buena factura, obra del escultor valenciano José Justo Villalba, su adquisición se debió a don Gabriel Sancho Marín (1914-2002), párroco que fue de esta parroquia (1948-1962). La adaptación consistió en añadir un basamento que sirve a la estatua de pedestal, con decoración arquitectónica al trampantojo. Esta solución permitió la instalación del Sagrario, evitando colocarlo fuera del retablo.

### Arquitectura
Tanto el proyecto del retablo como su ejecución e instalación en el presbiterio es obra de Antonio Salarich, y responde al estilo Neoclásico:
- Primer cuerpo: basado en columnas exentas de orden corintio sobre retropilastras, que enmarcan la hornacina central. Tanto el banco como el alto pedestal (que ocupa el lugar de la antigua mesa adosada del altar) sirven de cierre visual a la actual sede. El arquitrabe aparece ricamente ornamentado con roleos de tradición clásica y significado eucarístico.[14]

- Segundo cuerpo: está rematado por un frontón curvo, cuya cartela muestra el anagrama de Cristo -JHS- sobriamente enmarcado[15] -en correspondencia al significado del titular del retablo y del templo, desde su fundación. En los lados del anagrama hay sendos pebeteros sobre pedestales dispuestos en la vertical de las columnas externas del primer cuerpo.[14]

### Decoración
Basada en estucados marmóreos y dorados, a cargo de Sofía Martínez Huertado, directora del talles de «Restauración y Creación de obras de Arte».
En la ejecución se ha empleado el «oro fino» de 22 quilates, el «rojo oscuro brechado» en las columnas y pedestales, el «verde antico», empleado en el fondo de los frisos y en las placas en oro que enmarcan por los lados el presbiterio:

«La elegante disposición de búcaros y candeleros en el nicho central, junto al Sagrario […]; la disposición de elementos complementarios, como son la mesa de altar y la magnífica sede, el ambón exactamente coherente en su estilo y decoración con el retablo y el altar, y, sobre todo, las apropiadas lámparas votivas que penden de las dos cornisas del presbiterio, todo ello reviste de gravedad y decoro el santuario, coronando una obra en su conjunto magnífica y esplendorosa que constituye un armonioso tributo al culto de Dios y también, una notable contribución al patrimonio artístico del pueblo».
El retablo mayor de San Salvador de Casas Bajas (Valencia). Memoria histórico-artística , José Blasco Aguilar

E palabras del profesor Benito Goerlich, «este retablo es, por sí mismo, el más importante y de más alta calidad estética de la zona» del Rincón de Ademuz y aun de la comarca de Los Serranos.

## Proceso decorativo
La decoración integral del retablo supuso dos meses y medio de trabajo, alternando el «dorado fino» con «técnica mixta y policromías» basadas en mármoles fingidos o marmolina. La técnica de dorado mixta alterna la «técnica al agua» con la «técnica grasa o mordiente». La preparación previa de la superficie supusieron cuatro capas de imprimación y siete capas de bol, y la aplicación de oro fino. Para el dorado se empleó oro italiano de 22 quilates, con un total de 6.250 hojas de oro fino, de 8cmx8cm. La policromía se consiguió alternando distintos mármoles (fingidos, alabastro, rojo Alicante y verde antico), elaborados a partir de veladuras y vetas.

## Bendición del nuevo retablo
Tras varios aplazamientos, la bendición tuvo lugar el día 28 de septiembre de 2008, por el cardenal Agustín García-Gasco, arzobispo de Valencia.

## Galería

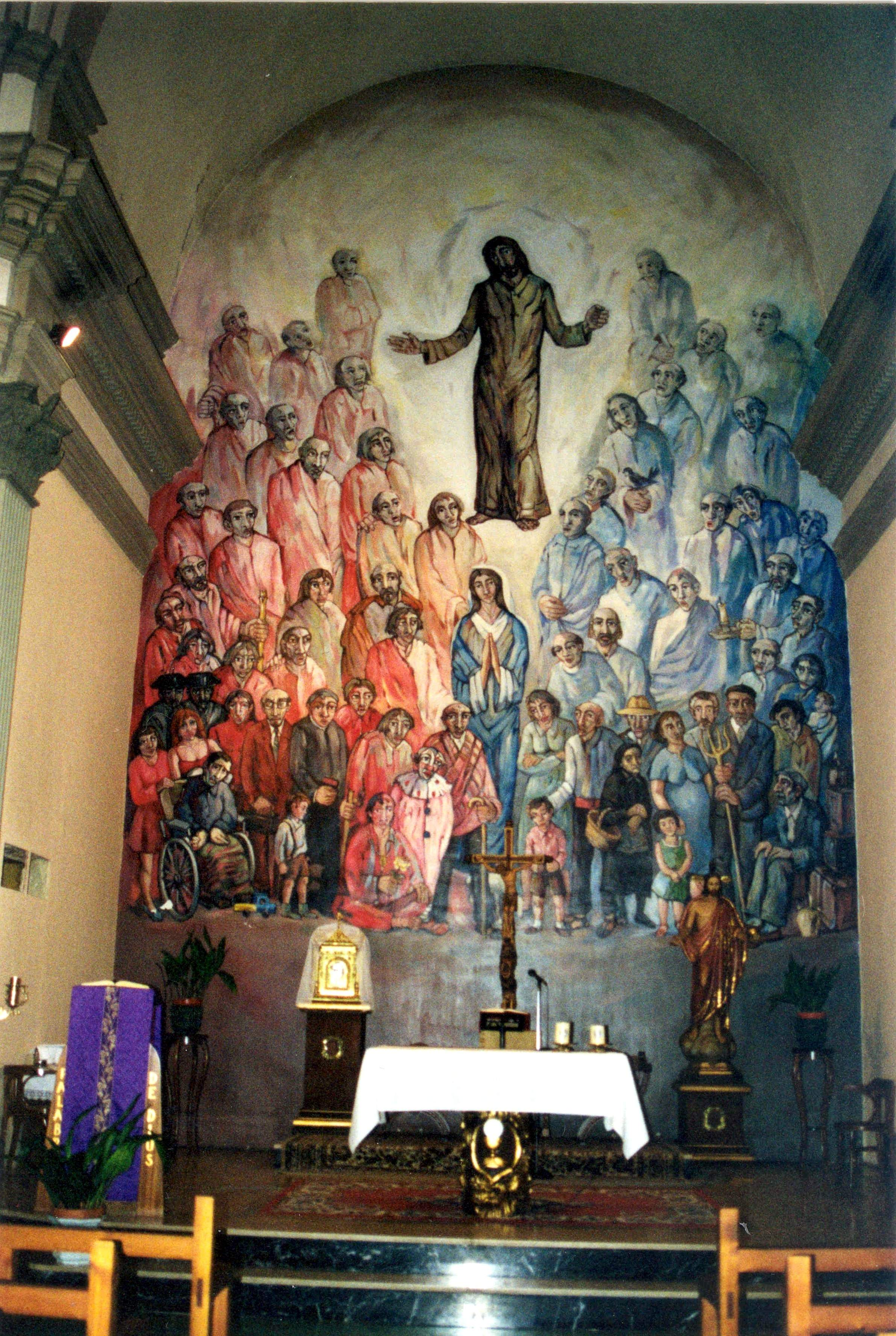
Antiguo retablo de pincel en la iglesia parroquial del Salvador (Casas Bajas), obra de Salomón (2000).
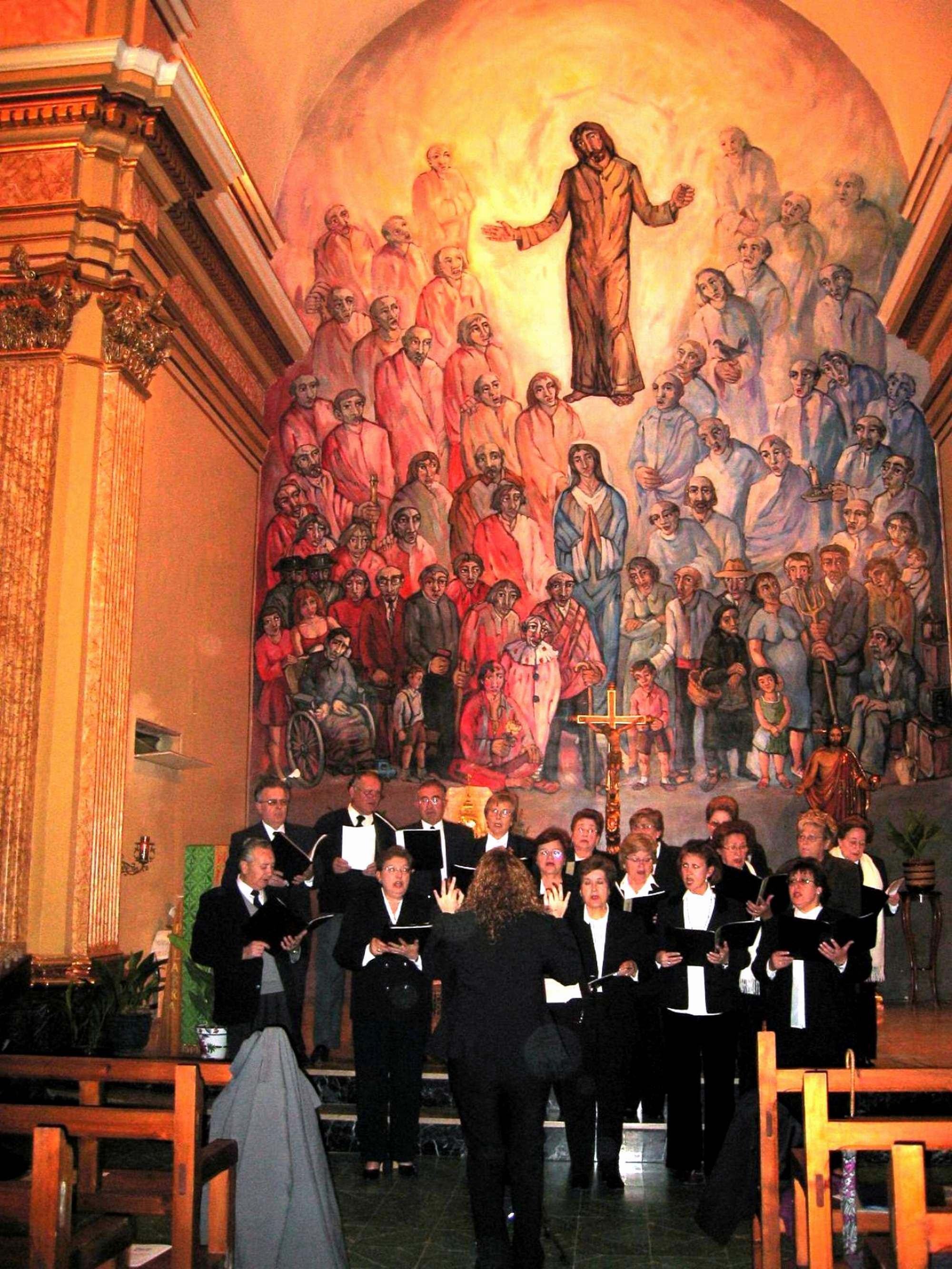
Antiguo retablo de pincel en la iglesia parroquial del Salvador (Casas Bajas), obra de Salomón (2004).
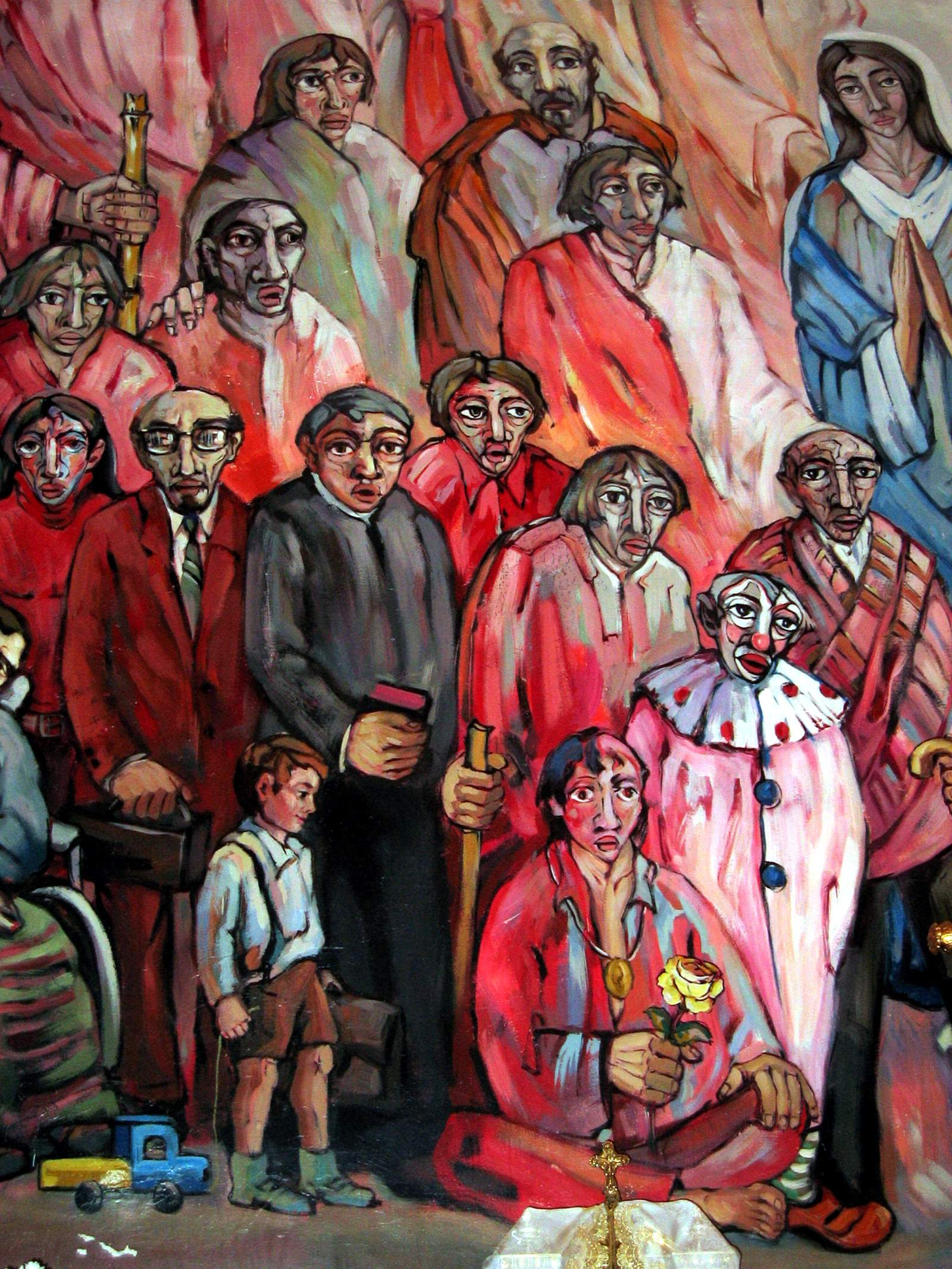
Detalle del antiguo retablo de pincel en la iglesia parroquial del Salvador (Casas Bajas), 2003.
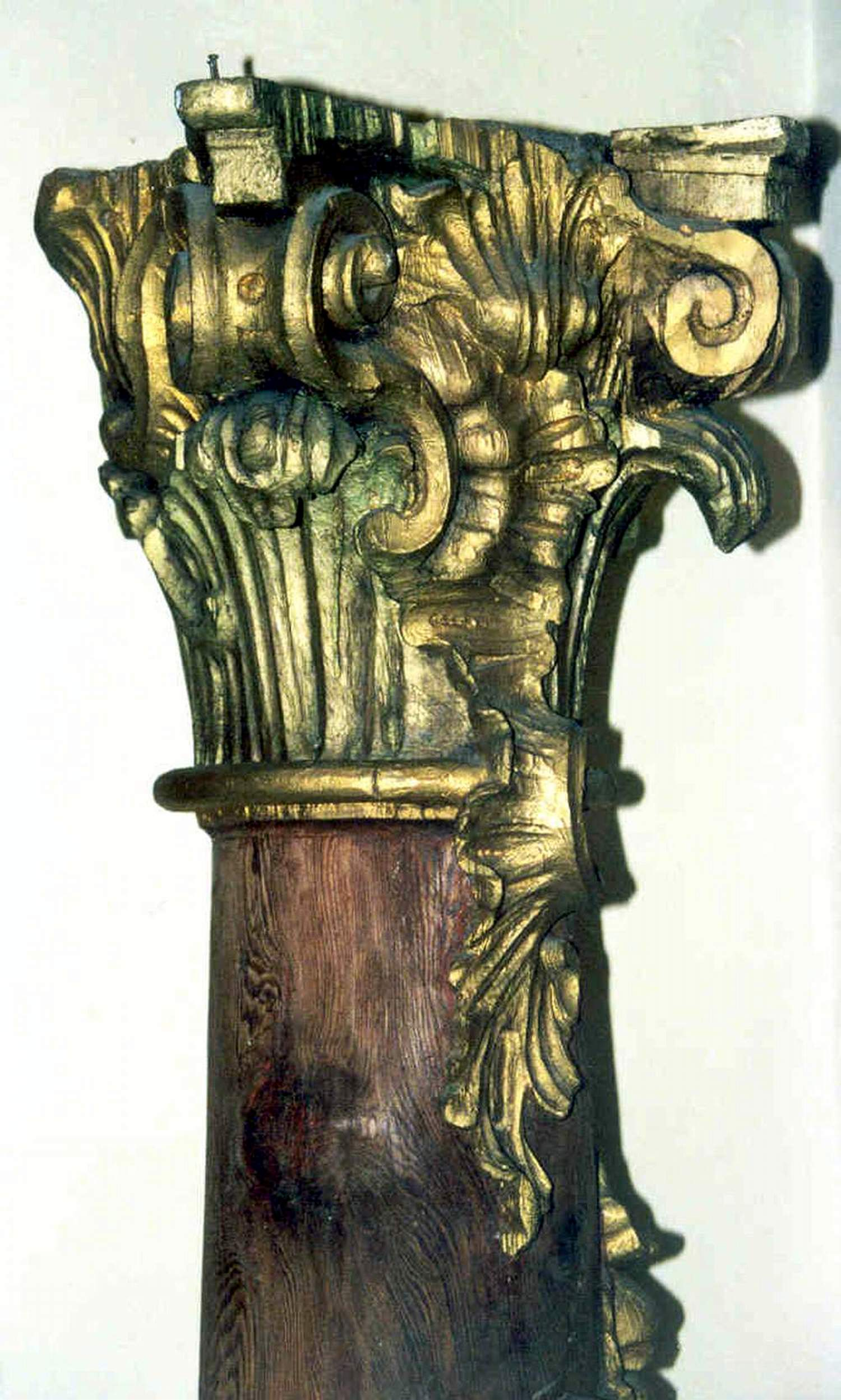
Detalle de fuste y capitel de columna restaurada en la parroquial de Casas Bajas, correspondiente al antiguo retablo mayor del convento de San Guillermo de Castielfabib (2007).
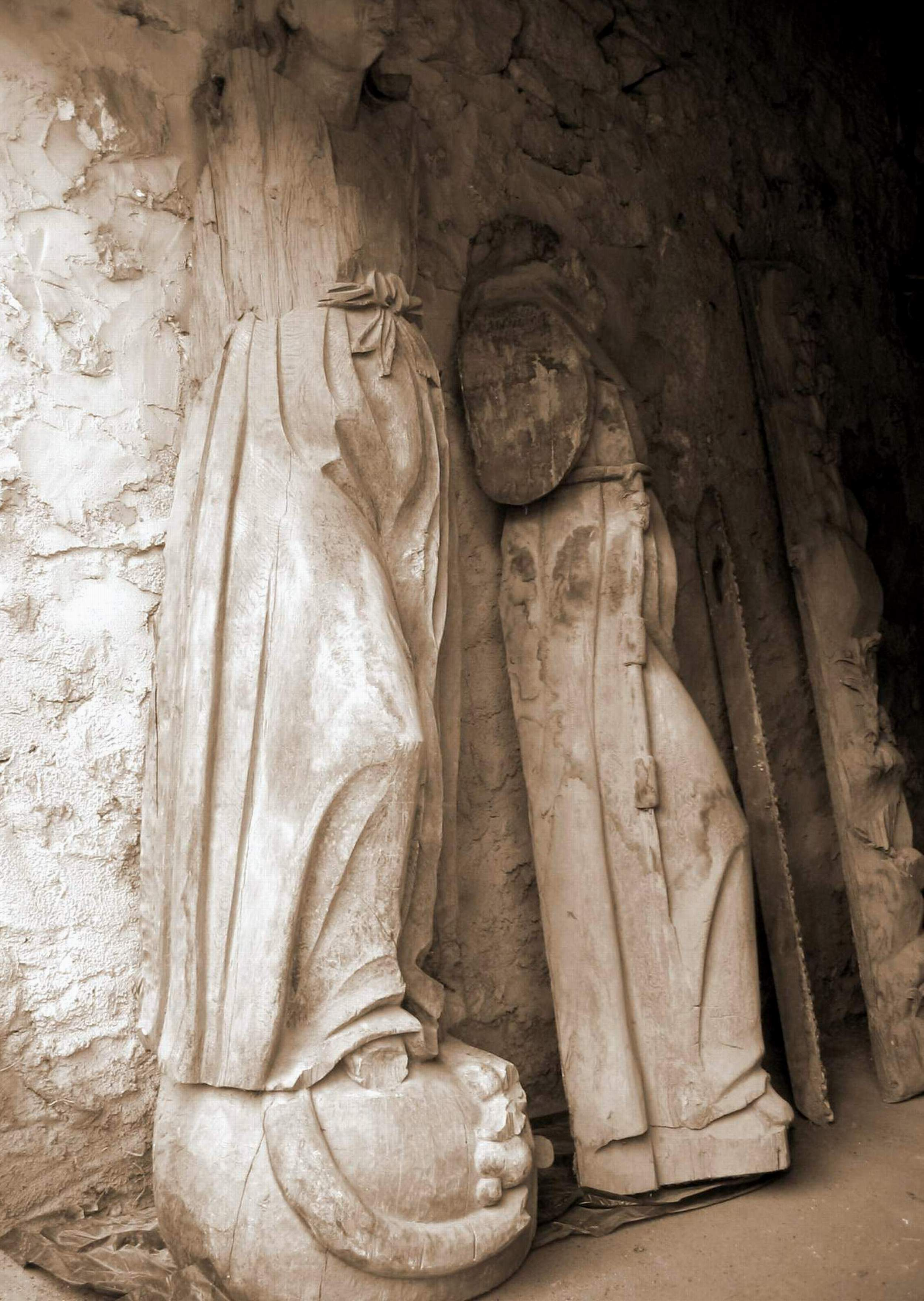
Detalle de esculturas labradas en madera, probablemente corresponden al antiguo retablo del Convento de Castielfabib, adquirido por Casas Bajas a los franciscanos de San Guillermo (1826-1830), 2011.
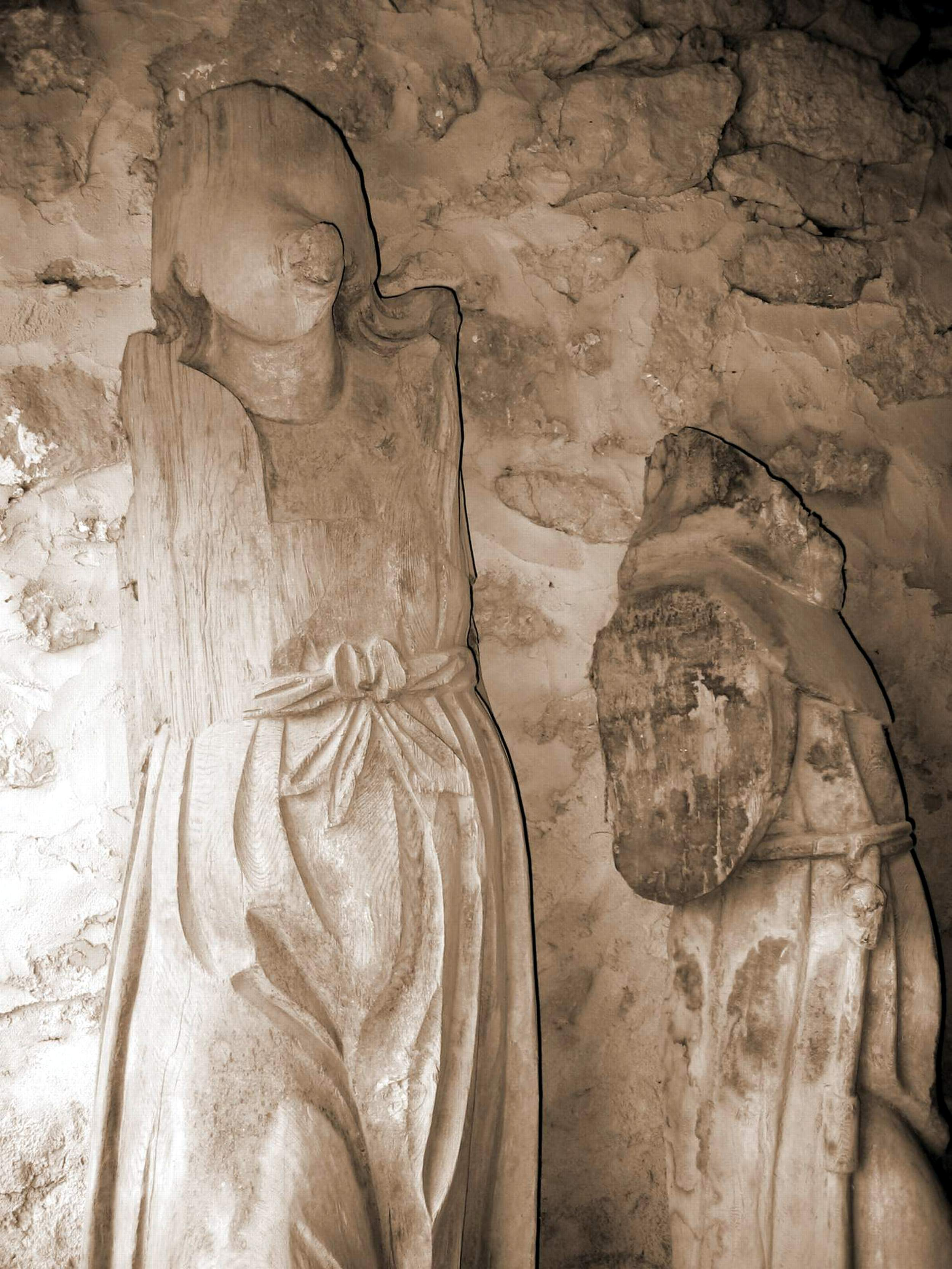
Detalle de esculturas labradas en madera, probablemente corresponden al antiguo retablo del Convento de Castielfabib, adquirido por Casas Bajas a los franciscanos de San Guillermo (1826-1830), 2011.
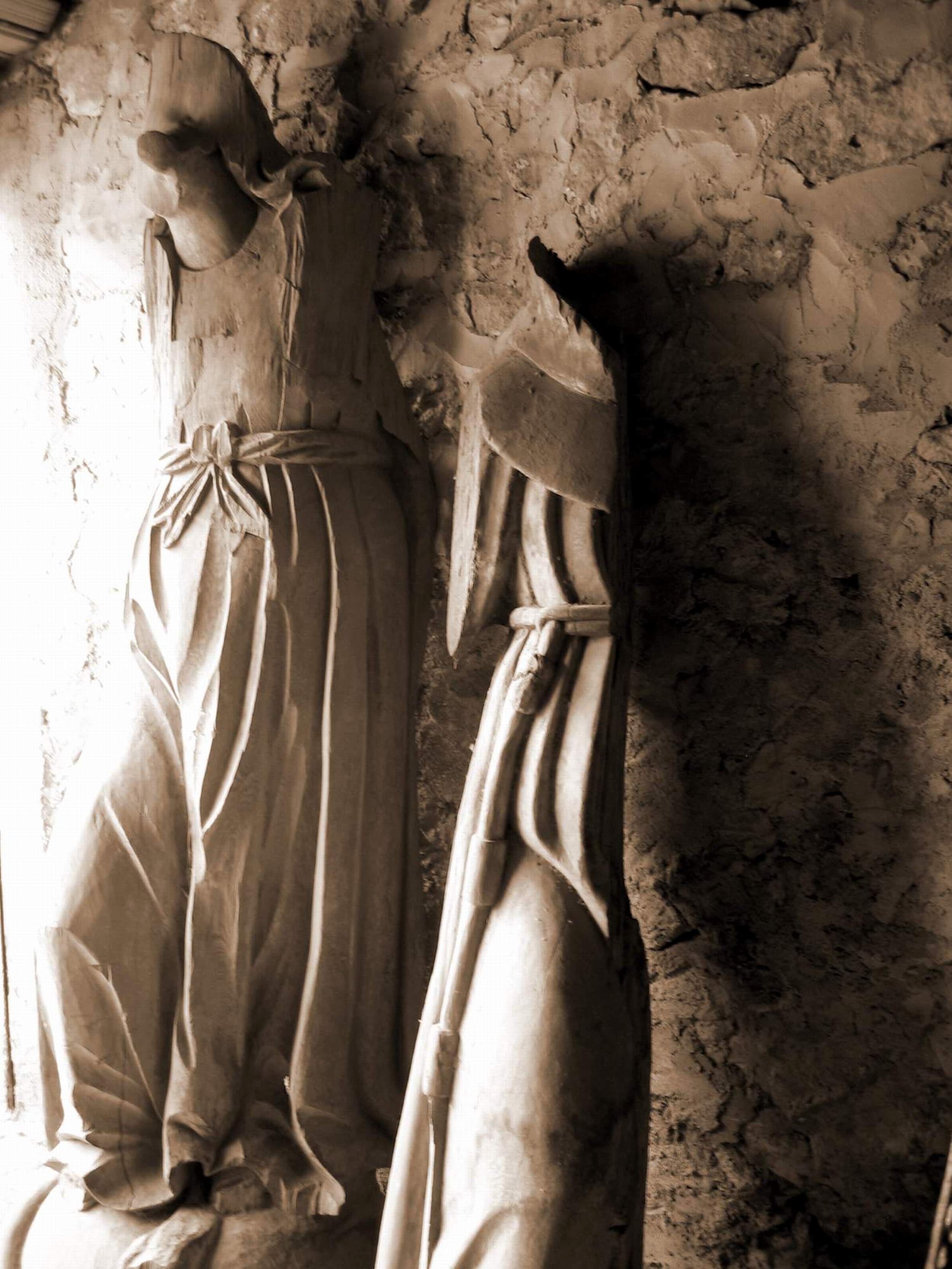
Detalle de esculturas labradas en madera, probablemente corresponden al antiguo retablo del Convento de Castielfabib, adquirido por Casas Bajas a los franciscanos de San Guillermo (1826-1830), 2011.
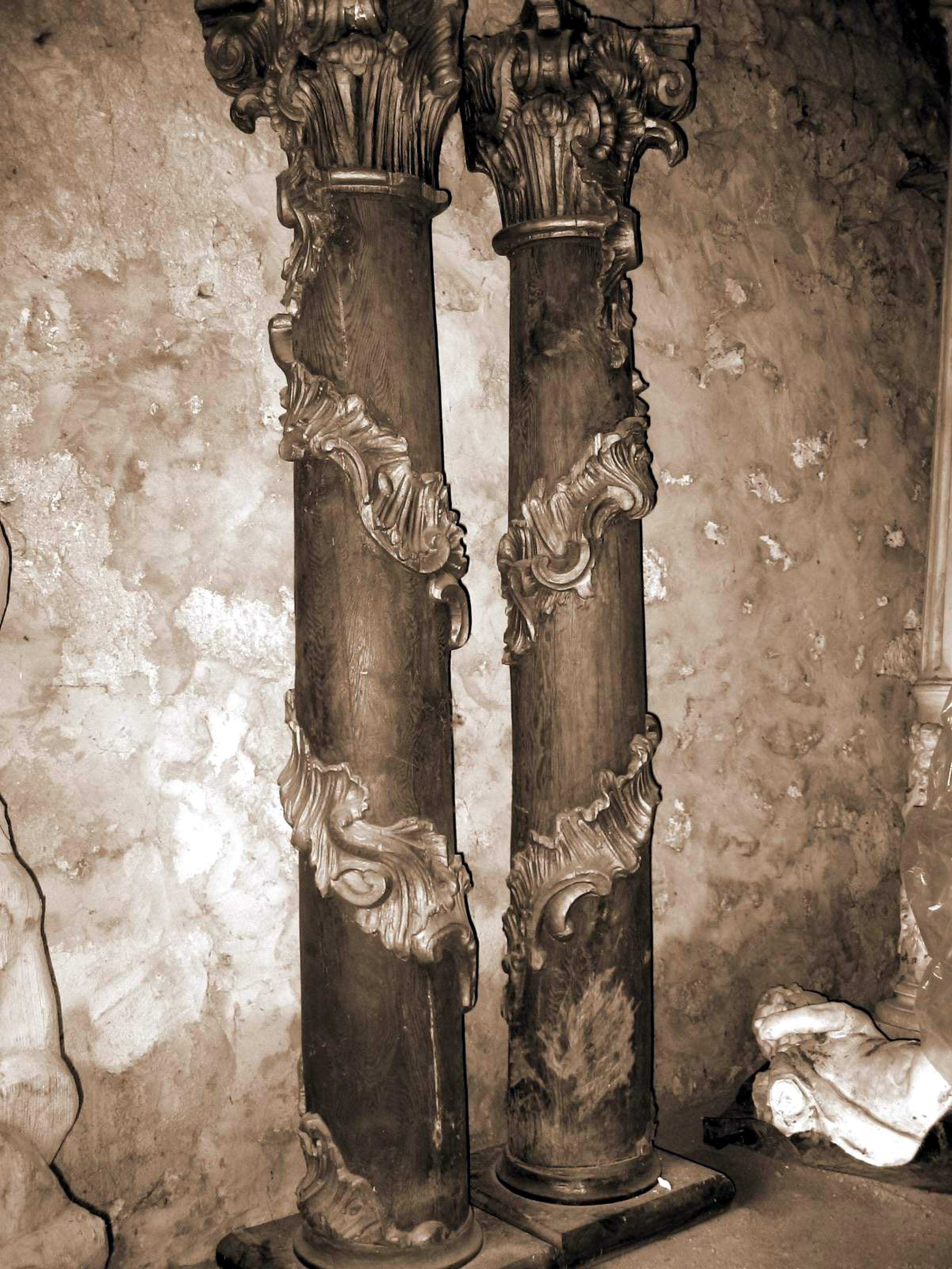
Detalle de columnas labradas en madera (basa, fuste y capitel), probablemente corresponden al antiguo retablo del Convento de Castielfabib, adquirido por Casas Bajas a los franciscanos de San Guillermo (1826-1830), 2011.
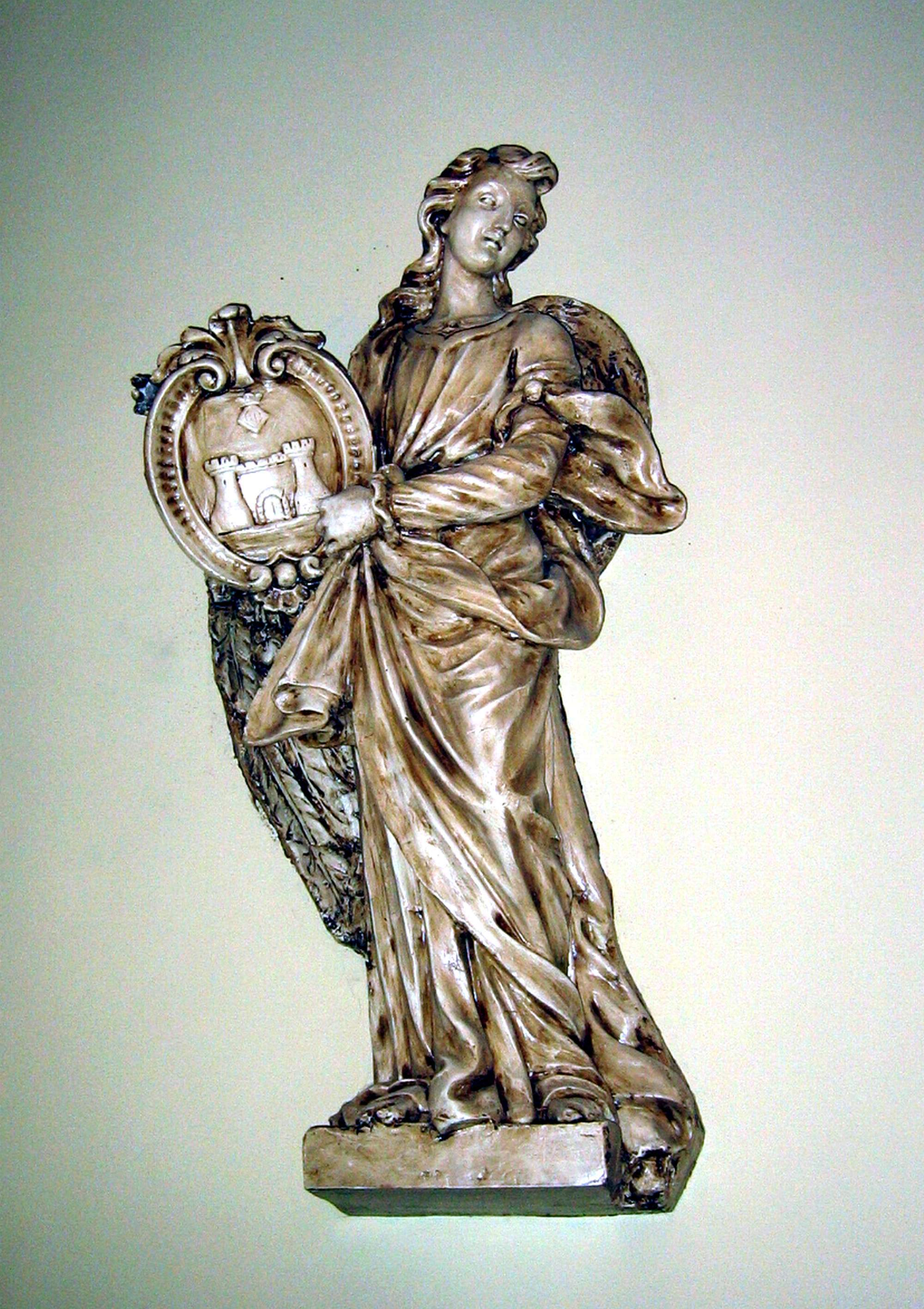
Ángel mancebo en la iglesia parroquial del Salvador (Casas Bajas), 2003.
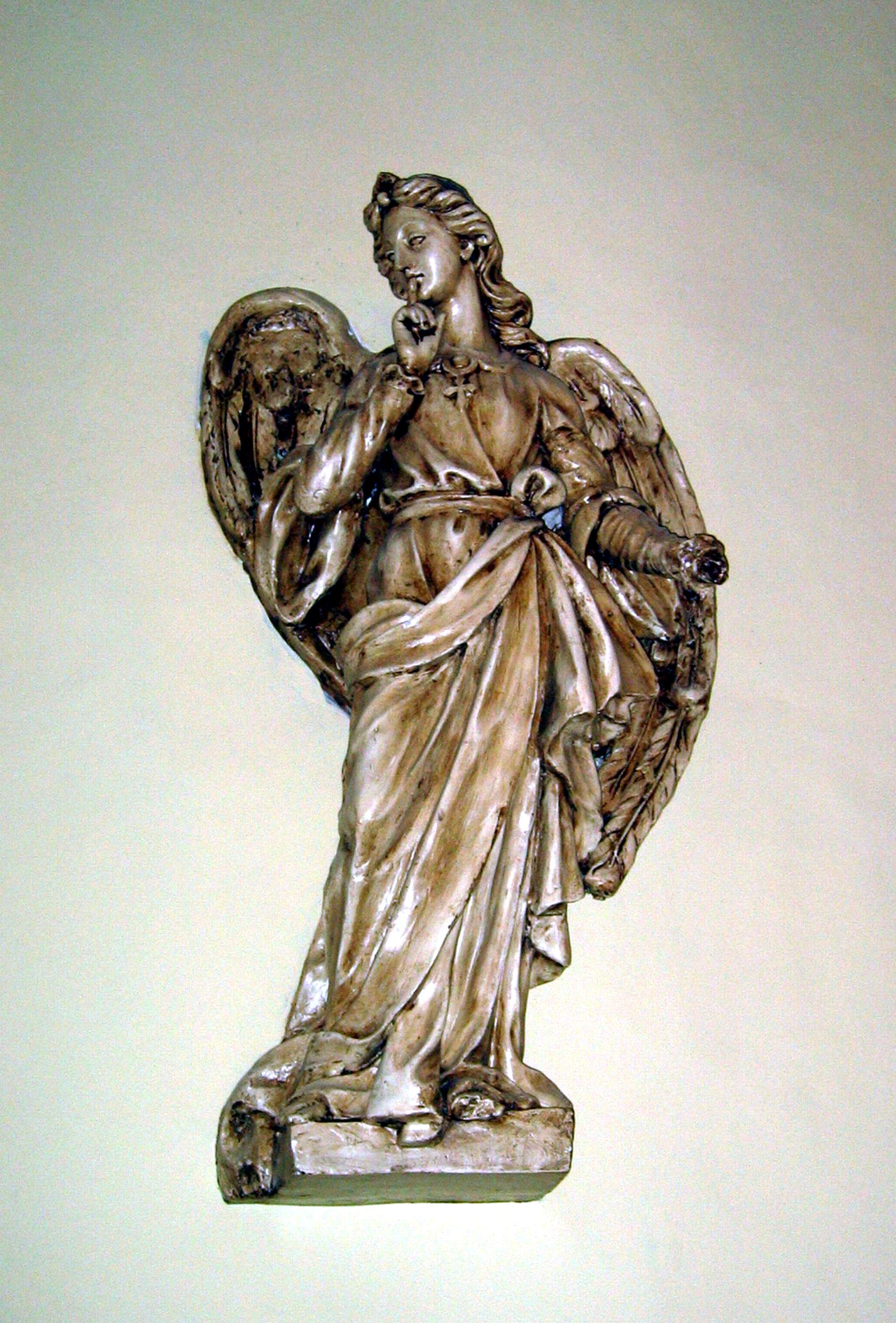
Ángel mancebo en la iglesia parroquial del Salvador (Casas Bajas), 2003.